# Achterhoek

Achterhoeks läge.

Achterhoek är en region i provinsen Gelderland i Nederländerna. Det ursprungliga språket i Achterhoek är Achterhoeks.

## Städer
- Aalten
- Berkelland
- Bronckhorst
- Doesburg
- Doetinchem
- Lochem
- Montferland
- Oost Gelre
- Oude IJsselstreek
- Winterswijk
- Zutphen